# Klapphandy

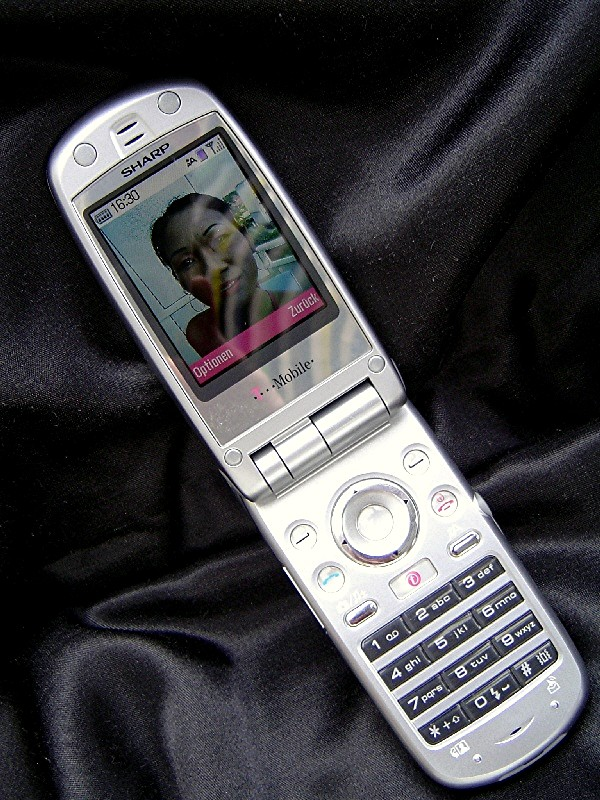
Sharp TM 200 aufgeklappt

Klapphandy ist ein allgemein gebräuchlicher Begriff für ein Mobiltelefon, bei dem das Display, ähnlich wie bei einem Notebook, auf die Tastatur geklappt wird. Mit dieser Bauweise (clamshell, engl. für Muschelschale) konnte ein für damalige Verhältnisse großes Display sehr platzsparend untergebracht werden. Einige Geräte verfügten über ein zweites Außendisplay, das den Benutzer über die wichtigsten Informationen wie beispielsweise eingegangene Anrufe und SMS oder den Ladestand des Akkus informiert. Als weitere Vorteile der Klapphandys werden der hervorragende Schutz des Displays, die Sicherheit gegen versehentliches Betätigen der Tasten sowie die einfache Rufannahme durch Aufklappen des Handys angeführt. Ein Nachteil der Bauart besteht jedoch darin, dass traditionelle Klapphandys oft dicker sind als die sogenannten „Riegelhandys“.

## Geschichte
Mobiltelefone mit Klapp-Lautsprecher wurden von Motorola 1996 mit dem Gerät StarTAC auf den Markt in den USA gebracht.
Erste Modelle mit Klapp-Bildschirm konnten sich aber, auch wegen der anfänglich nicht sehr zuverlässigen elektrischen Verbindung zwischen Grundkörper und Klappe, nicht durchsetzen. In Japan stieß das Design mit Klappdisplay später jedoch auf große Akzeptanz, speziell für den dort sehr verbreiteten mobilen Datendienst i-mode. Anfang der 2000er waren Klapphandys auch in Deutschland sehr beliebt.
Betrachtet man nur Handys mit klassischer Tastenbedienung, beherrschten Klapphandys in Asien und USA den Markt. In Europa wurden hingegen die meisten Mobiltelefone mit Tastenbedienung im sogenannten Riegelformat verkauft, auch wenn hier Klapphandy-Modelle neben einer dritten Bauform, dem Schiebehandy („Slider“) immer noch angeboten wurden.
Alle diese klassischen Bauformen wurden von Handys mit Touchscreen verdrängt, die den geringsten Platzbedarf haben, da hier das Display zugleich das Bedienfeld darstellt.

## Rückkehr des Klapphandy

Samsung Galaxy Z Fold3 5G

Als sogenannte Foldables (faltbare Handys) erleben Klapphandys ein Comeback. Diese bestehen statt aus einem Display und einer Tastatur heute nur noch aus einem einzigen großen in der Mitte bieg- und faltbaren Touchdisplay. Die Größe dieses Displays entspricht in aufgeklappter Form dabei ungefähr der eines Tablets. Vorreiter sind hierbei das Samsung Galaxy Fold, das Huawei Mate X und das Motorola Razr V3. Allerdings springen immer mehr Hersteller auf diesen Zug auf und es wird von einem hohen Wachstum ausgegangen.